# Quercus insignis
Quercus insignis M.Martens & Galeotti – gatunek roślin z rodziny bukowatych (Fagaceae Dumort.). Występuje naturalnie na obszarze od Meksyku przez Gwatemalę, Nikaraguę, Kostarykę po Panamę.

## Morfologia

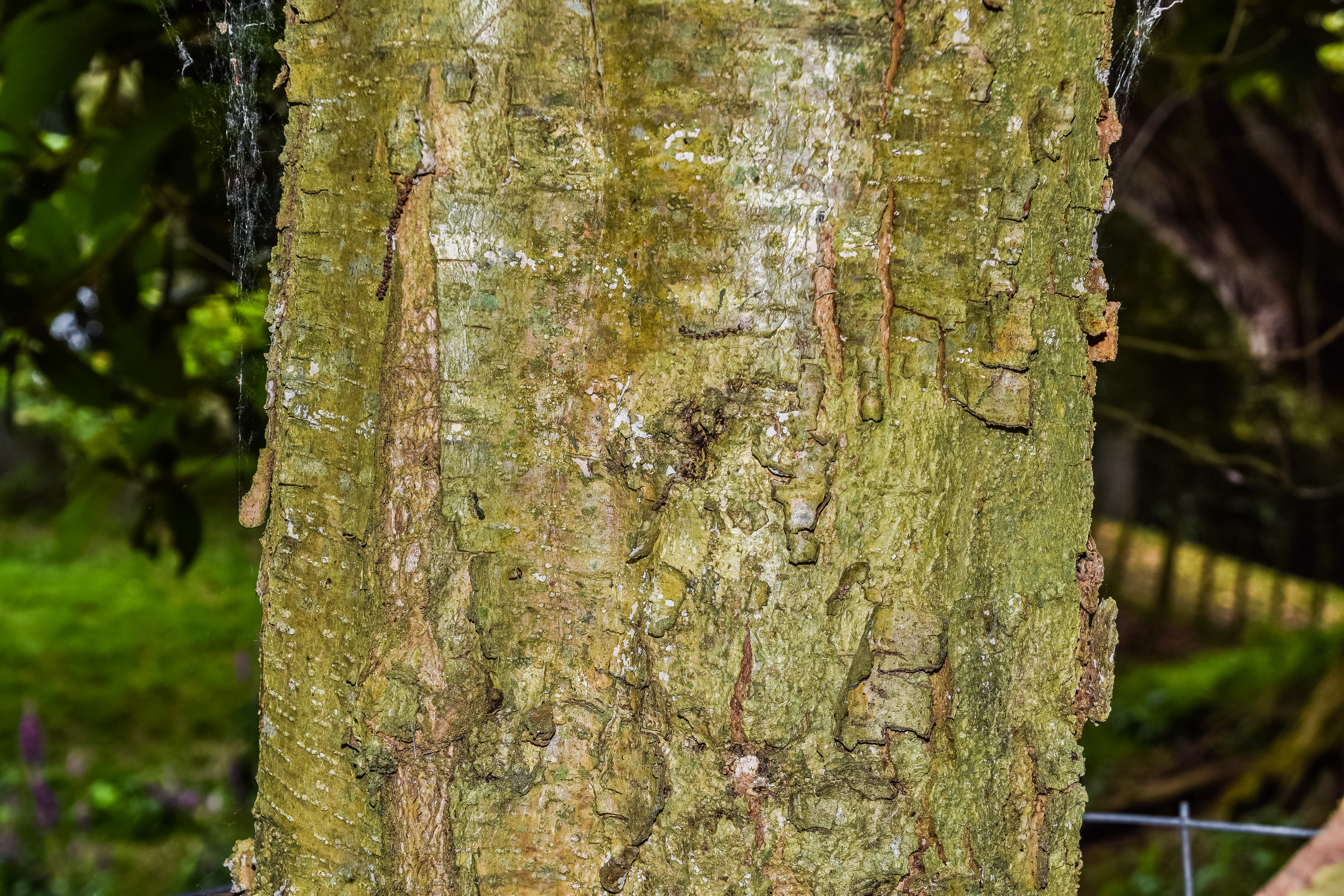
Kora

PokrójZimozielone drzewo dorastające do 10–40 m wysokości. Kora jest gładka i ma szarawą barwę.
LiścieBlaszka liściowa ma kształt od odwrotnie jajowatego do eliptycznego. Mierzy 10–24 cm długości oraz 4–10 cm szerokości, jest całobrzega, ma nasadę od ostrokątnej do niemal sercowatej i ostry wierzchołek. Ogonek liściowy jest nagi i ma 5–12 mm długości.
OwoceOrzechy zwane żołędziami o kształcie od jajowatego do niemal kulistego, dorastają do 2,5–5,5 cm długości i 1,5–5,5 cm średnicy. Osadzone są pojedynczo w miseczkach w kształcie kubka lub talerza, które mierzą 1,5–3,5 cm długości i 2,5–6 cm średnicy. Orzechy otulone są w miseczkach do 40–90% ich długości.

## Biologia i ekologia
Rośnie w lasach. Występuje na wysokości od 1200 do 1500 m n.p.m. Kwitnie od marca do maja, natomiast owoce dojrzewają od sierpnia do października.